# Ovansjö, Torsåkers och Årsunda tingslag
Ovansjö, Torsåkers och Årsunda tingslag var ett tingslag i Gävleborgs län inom Gästriklands domsaga. Tingslaget bildades 1693 och upphörde 1880 då det uppgick i de då bildade Gästriklands västra tingslag och Gästriklands östra tingslag.

## Socknar
Uppgick i Gästriklands västra tingslag:
- Ovansjö socken
- Järbo socken
- Torsåkers socken

Uppgick i Gästriklands östra tingslag:
- Årsunda socken (från 1725)
- Högbo socken